# 시모신조역
시모신조역(일본어: 下新庄駅, しもしんじょうえき)은 일본 오사카부 오사카시 히가시요도가와구에 소재하는 한큐 전철 센리 선의 역이다. 역 번호는 HK-88이다. 히가시요도가와 구의 북쪽에 위치한 스이타시에 가까워서, 스이타 시 남부의 이용자들도 많다.

## 역사
- 1921년 4월 1일: 기타오사카 전기철도 주소 ~ 도요쓰 역 구간 개통과 동시에 영업 개시.
- 1923년 4월 1일: 노선 양도에 의하여 신케이한 철도역이 됨.
- 1930년 9월 15일: 회사 합병으로 게이한 전기철도 센리야마 선의 역이 됨.
- 1943년 10월 1일: 회사 합병으로 게이한신 급행전철의 역이 됨.
- 1967년 3월 1일: 센리야마 선이 센리 선으로 노선명이 변경되어 당역도 본 소속이 됨.
- 2013년 12월 21일: 역 번호 도입.

## 역 구조
상대식 승강장 2면 2선의 지상역이다. 분기기, 절대 신호가 없어 정류장으로 분류된다. 승강장은 지상에 있지만, 개찰구는 기타센리 방향의 지하에 있다. 각 승강장과 개찰구를 연결하는 에스컬레이터가 설치되어 있다. 화장실은 구내의 오사카 방면 승강장에 있다.

### 승강장
| 서 | ■ 센리 선(하행) | 스이타・야마다・기타센리 방면                          |
| 동 | ■ 센리 선(상행) | 오사카 (우메다)・덴가차야・교토・고베・다카라즈카 방면 |

※ 승강장 번호는 설정되지 않았다.

## 역 주변
- 히가시요도가와 시모신조욘 우체국
- 히가시요도가와 우체국
- 산텐 제약 본사
- 노부하라 창고
- 코리스 본사
- 도카이도 신칸센

## 사진

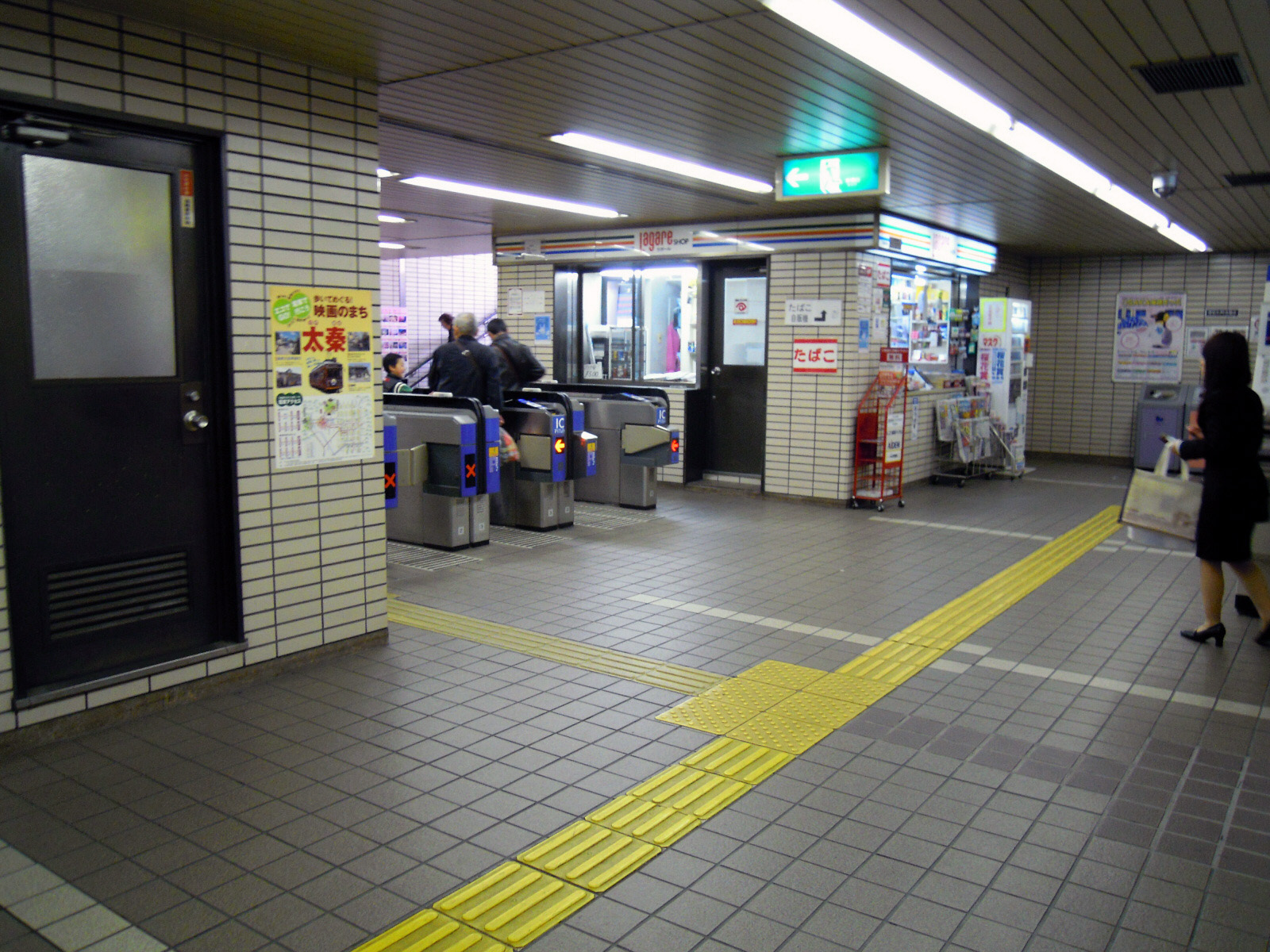
개찰구
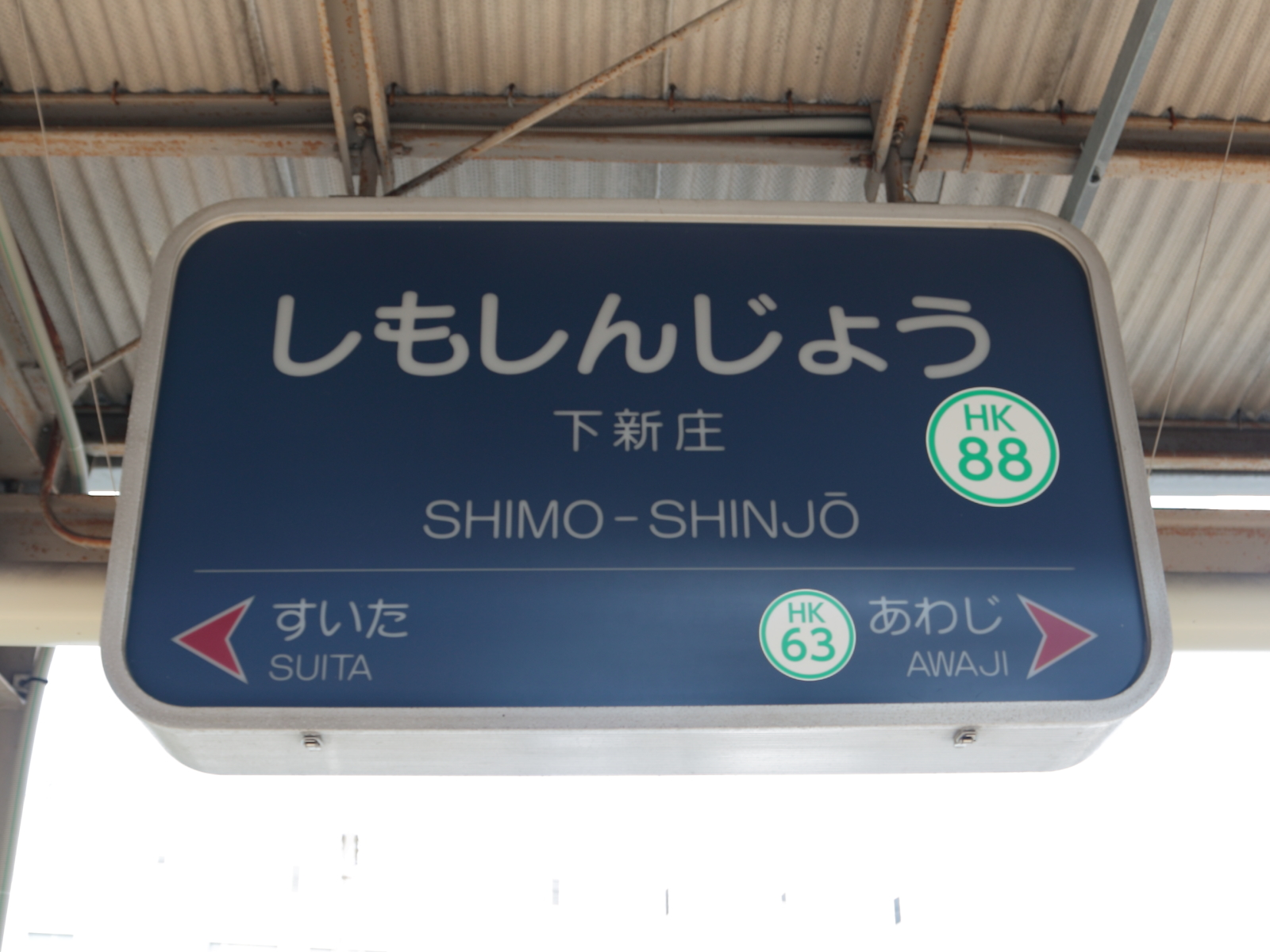
역명판

## 인접역
| 한큐 전철 ■ 센리 선                  | 한큐 전철 ■ 센리 선 | 한큐 전철 ■ 센리 선        |
| ------------------------------------ | ------------------- | -------------------------- |
| HK-63 아와지 덴진바시스지 6초메 방면 |                     | 스이타 HK-89 기타센리 방면 |